# Булак-Балахович, Станислав Никодимович
Станисла́в Никоди́мович Була́к-Балахо́вич (бел. Станіслаў Нікадзімавіч Булак-Балаховіч, пол. Stanisław Bułak-Bałachowicz; 10 (22) февраля 1883, Мейшты, Новоалександровский уезд, Ковенская губерния, Российская империя — 10 мая 1940, Варшава) — военный и политический деятель эпохи Первой мировой войны и Гражданской войны в России, ротмистр Русской императорской армии, командир полка Рабоче-Крестьянской Красной Армии, генерал Белой армии, армии БНР и Войска Польского. Настоящая фамилия — Балахович, также известен как атаман (батька) Булак-Балахович.

## Юность
Уже по самому началу жизненного пути Балаховича имеются серьёзные расхождения в разных источниках. Они вызваны, прежде всего, тем, что о ранней биографии Булак-Балаховича известно только с его слов.
Станислав родился 10 (22) февраля 1883 года в Мейшты (ныне Meikštai в Игналинском районе Литвы) близ местечка Видзы под Браславом (ныне Витебская область, Республика Беларусь), в семье кухмейстера (повара) местного помещика и горничной. Согласно послужному формуляру, происходил из крестьян Ковенской губернии.
Отец — Никодим-Михаил Сильвестрович Балахович, из мелкой (безземельной) польско-белорусской шляхты. Мать — Юзефа Балахович (в девичестве Шафран или Шафранек) была полькой. По данным польского личного дела, оба родителя — католики, по формуляру: отец православный, сам Булак-Балахович — католик. Отец после рождения Станислава уволился с должности кухмейстера и купил имение Юдуцыны в окрестностях Шарковщины, которым владел в 1884—1889 годах. Затем продал (по другим данным — подарил родственникам) имение и стал арендатором фольварка Стакавиево (Стаковиево) под Браславом.
Станислав якобы учился в Новоалександровской школе (Новоалександровск — после 1918 Зарасай, Литва), а затем в частной польской гимназии св. Станислава в Санкт-Петербурге (при этом неясно, каким именно образом он мог оказаться в Петербурге). В своих мемуарах он утверждает, что учился четыре года на агронома в коммерческом училище в Бельмонтах (Бяльмонтах), что выглядит гораздо более правдоподобным. Ориентировочно в 1902—1903 годах пытался работать по специальности, в 1903—1904 устроился бухгалтером к подрядчику на строительство железной дороги. В 1904 году нанялся на работу управляющим в поместье Городец-Лужский графа Платер-Зиберга в Дисненском уезде.

## Первая мировая война

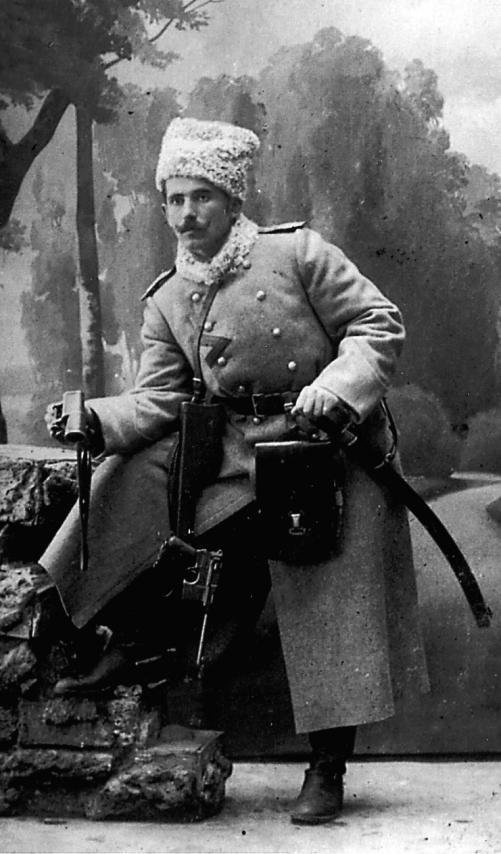
Корнет Балахович в отряде Пунина, 1915—1916 гг.

В ноябре 1914 года Балахович был мобилизован. На службе во 2-м лейб-уланском Курляндском Императора Александра II полку показал себя хорошо, удостоившись медали Св. Георгия и Знака отличия Военного ордена (Георгиевского креста) 4-й степени.
5 сентября 1915 года Балахович получил свой первый офицерский чин корнета и быстро продвинулся по службе, став командиром особого эскадрона в составе 2-й кавалерийской дивизии. В ноябре 1915 года этот эскадрон влился в отряд Особой важности при Главкоме Северного фронта (впоследствии — отряд Особой важности имени Атамана Пунина), стал командиром 2-го эскадрона и действовал против немцев в районе Риги. Вскоре в отряд перевёлся и младший брат Станислава — Юзеф Балахович. Летом 1917 года Булак-Балахович сделал попытку настроить часть нижних чинов против начальника отряда — поручика Александра Пунина, но она оказалась неудачной. Однако в августе 1917 года Булак-Балахович смог осуществить задуманное — интриги против поручика Александра Пунина привели к развалу отряда. 15 августа отряд покинула большая часть офицеров, а также 3-й эскадрон полностью и части 1-го, 2-го эскадронов и отрядных команд. Впрочем, официально отряд имени Атамана Пунина продолжал существовать вплоть до февраля 1918 года. После его расформирования братья Балаховичи вступили в ряды Красной армии.

## Служба у большевиков
В июне 1917 года в условиях революционного разложения армии солдатский комитет избрал Булак-Балаховича командиром эскадрона. По его собственному утверждению, после этого он находился в Петрограде на излечении, но к октябрю 1917 почему-то оказался далеко в тылу — в Луге, где с частью своих бывших солдат сколотил отряд и взял под контроль ближайшие окрестности. Здесь же он узнал о формировании польского уланского дивизиона, в котором командиром 1-го эскадрона был назначен его брат Юзеф. Однако большевики посчитали польскую воинскую часть слишком опасной и разоружили (предварительно расстреляв её командира Тадеуша Пшисецкого).
Вместе с тем из-за отсутствия реальных сил, большевиками было принято решение легализовать отряд Балаховича, назначив его командиром Лужского партизанского (1-го конного) полка.
По приказу наркомвоенмора Троцкого полк Балаховича участвовал в подавлении крестьянских восстаний. Постепенно он начал вызывать всё большую нелюбовь у красных, за жестокость по отношению к крестьянам и казнокрадство, что и послужило основанием для решения о его аресте. Вследствие этого в начале ноября 1918 года Балахович решил перейти к белым.

## Служба у белых

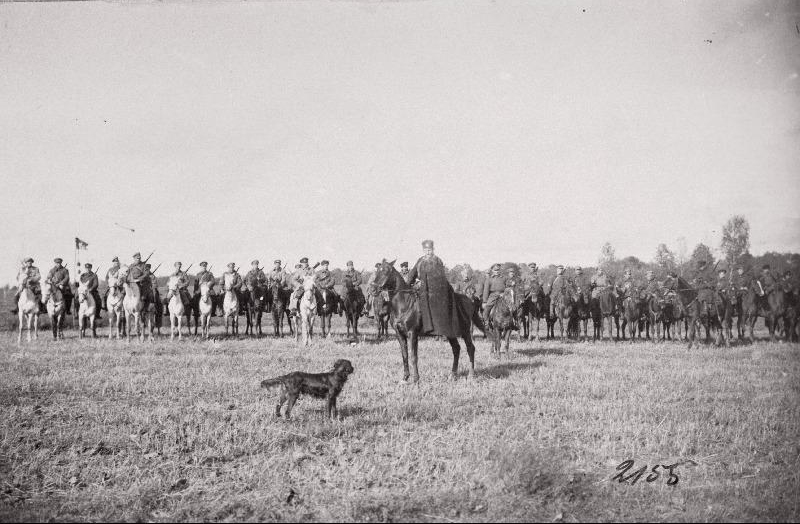
Булак-Балахович с конным отрядом. Псков, 1919 год

В ноябре 1918 года, по договорённости с представителями Отдельного Псковского добровольческого корпуса, Булак-Балахович со своим отрядом (около четырёхсот человек) перешёл на сторону белых и прибыл в Псков, где назвался штаб-ротмистром и был произведён в ротмистры.
Информация о военной деятельности Балаховича у белых также полна домыслов, сплетен и слухов. Весной 1919 года Балахович был произведён в полковники. 13 мая 1919 года началось общее наступление Северного корпуса. Сам Балахович возглавил все силы, действующие на вспомогательном гдовско-псковском направлении. Через несколько дней войска Балаховича вступили в Псков.

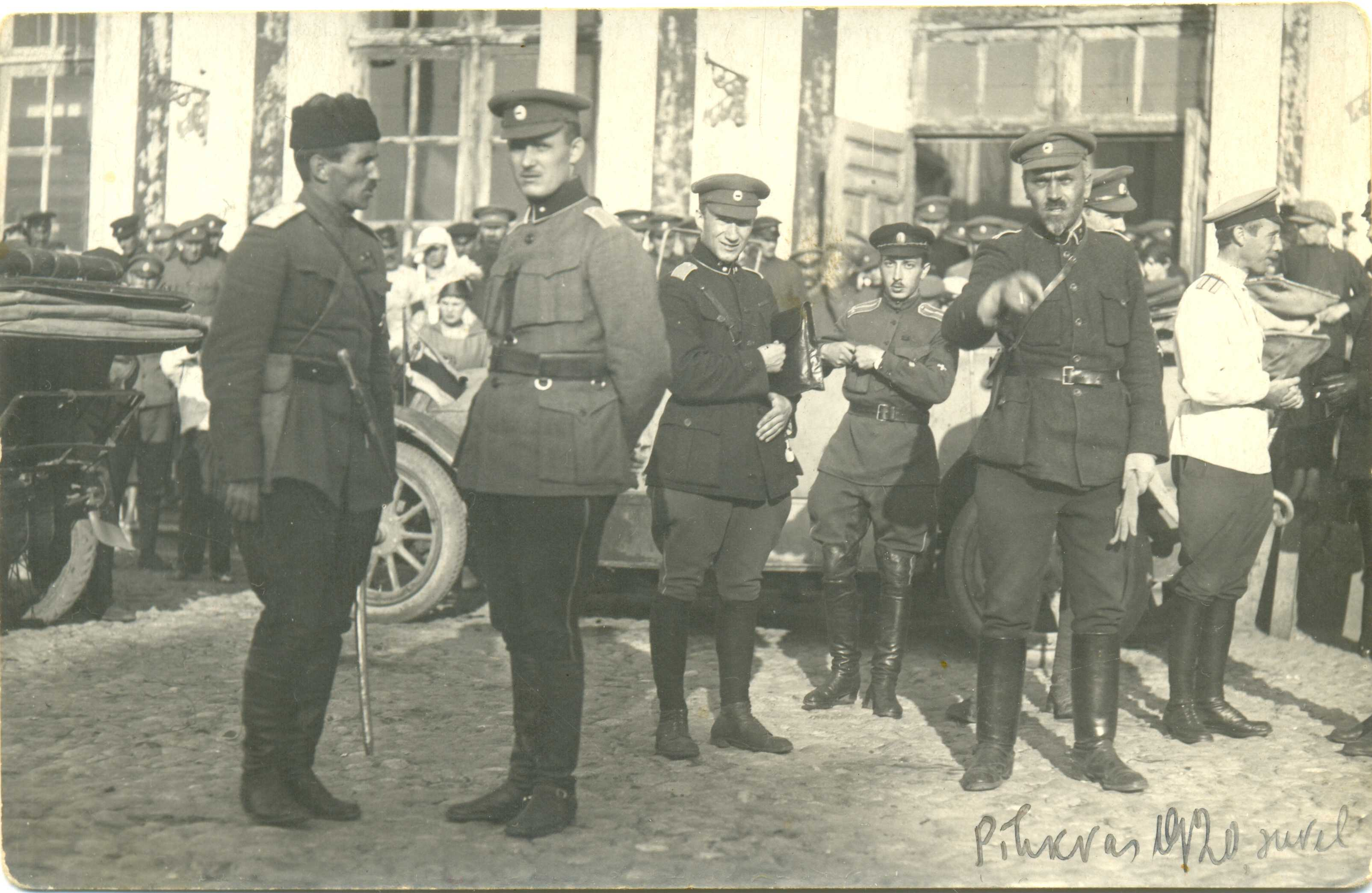
Булак-Балахович (крайний слева) в Пскове с командующим эстонской армией Йоханом Лайдонером, 31 мая 1919 года

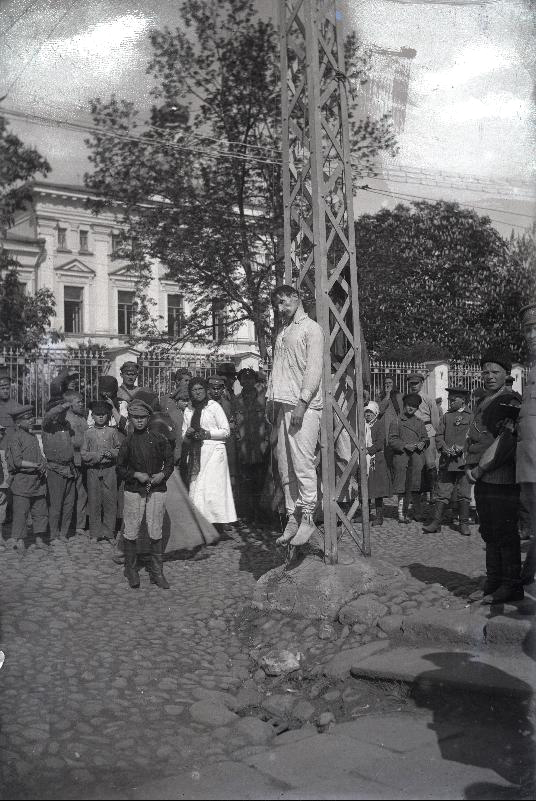
Служащий постоялого двора, повешенный отрядом Булак-Балаховича в Пскове по обвинению в большевистском шпионаже. 01.06.1919

Корявцев считает, что Балахович не просто лично участвовал в казнях, но и нередко превращал их в публичное театрализованное действо Корреспондент газеты «Русские ведомости» князь Львов позднее писал:

Мы ехали по району, оккупированному год тому назад знаменитым Булак-Балаховичем. Народная память осталась о нём нехорошая. Грабежи и, главное, виселица навсегда, должно быть, погубили репутацию Балаховича среди крестьянского мира. За 40-50 вёрст от Пскова крестьяне с суровым неодобрением рассказывают о его казнях на псковских площадях и о его нечеловеческом пристрастии к повешениям.— Л. Львов. На деревенской телеге // «Последние новости», № 121, 1920.
Однако военный историк Игорь Копытин сообщает:

Балахович был очень популярен среди своих партизан и крестьянского населения. «Батька», как его звали, всегда старался внимать просьбам и заботам простых людей. Будучи сторонником самоопределения народов России и претворяя в жизнь политику народовластия, он хорошо понимал стремление эстонцев к независимости. По этой причине реакционные белые генералы не любили атамана.— Копытин И. Русские в эстонской Освободительной войне. Таллин, 2010.
22 января 1920 года генерал Юденич объявил о роспуске своей армии. А в ночь на 29 января Булак-Балахович, в сопровождении нескольких своих партизан и эстонских полицейских, арестовал генерала в его номере гостиницы «Коммерс» в Ревеле. После вмешательства французской и английской военных миссий Юденич был освобождён, и был выдан ордер на арест Балаховича. Атаман сумел скрыться.
В феврале 1920 года Булак-Балахович при посредничестве военного атташе в Риге обратился к главе Польши Юзефу Пилсудскому с просьбой принять его на службу для борьбы с большевиками. После получения согласия генерал со своим отрядом перешёл линию фронта и прибыл в Двинск, где был торжественно принят генералом Эдвардом Рыдз-Смиглым.

## Служба Польше во время советско-польской войны
Сразу же после прибытия Булак-Балахович приступил к формированию своей добровольческой армии. К нему стекались люди со всех сторон. Одновременно генерал вступил в контакт с Борисом Савинковым, заручившись его поддержкой. 

Я вызвал тогда Пилсудского, и Пилсудский поставил мне такой вопрос:
— Почему вы не имеете дела с Балаховичем?
Я ему сказал то, что я думал про Балаховича, т. е. что Балахович — бандит. Помню, он рассмеялся и сказал:
— Да, бандит, но не только бандит, а человек, который сегодня русский, завтра поляк, послезавтра белорусс, а еще через день — негр.
Далее Пилсудский сказал:
— Пусть Балахович — бандит, но так как нет выбора, то лучше, пожалуй, иметь дело с Балаховичем, чем с золотопогонными генералами.
Я познакомился с Балаховичем и вынужден был его назначить.
— Из показаний Савинкова на судебном процессе в 1924 году
Борис Савинков помог Балаховичу сформировать из числа белогвардейцев, находившихся на территории Польши, несколько крупных и хорошо вооружённых отрядов. Переходя государственную границу, они стали совершать рейды на территорию Белоруссии. Когда же к месту вторжения подтягивались части Красной Армии, Балахович вновь переходил границу и благополучно возвращался на свои базы.
В советско-польской войне 1920 года войска Булак-Балаховича приняли активное участие. В последних днях июня 1920 года Партизанская Белорусская дивизия Булак-Балаховича вступила в бои с красными. 30 июня она нанесла тяжёлое поражение красным частям в районе железнодорожной станции Словечно. 3 июля балаховцы атаковали Веледники, захватив штаб расквартированной там бригады. В ходе боёв атаман практиковал свою излюбленную тактику партизанского боя.
Между тем, приближался критический момент в варшавском сражении. С 17 августа по 7 сентября группа оперировала в районе Влодавы. 23 августа балаховцы нанесли внезапный удар по позициям красных, захватив два орудия и много пленных. 27 августа они выбили противника из Персепы. 26 сентября 1920 года Партизанская Белорусская дивизия Балаховича вышла в тыл противника и, разбив запасной полк красных, захватила город Пинск.
В сентябре 1920 года польское командование дало согласие на создание самостоятельной армии Балаховича в составе трёх дивизий в 15-20 тысяч бойцов — Русской народно-добровольческой армии (НДА), в основу создания которой был положен партизанский принцип. НДА получила от польского командования статус «особой союзнической армии». Но сам Балахович часто называл себя батькой Партизанской Зелёной крестьянской армии. В НДА входили: 2-я дивизия полковника Микоши (четыре пехотных полка, две артиллерийские батареи и инженерная рота), 3-я дивизия генерала Ярославцева (четыре полка и артиллерийская батарея), кавалерийская дивизия (четыре полка). Самостоятельными соединениями в НДА были бригада есаула Сальникова (Донской конный полк в 600 сабель и батарея), партизанский полк украинского атамана Искры, Еврейский батальон-дружина прапорщика Цейтлина и Мусульманский полк поручика Сарадина. К ноябрю 1920 года численность НДА составляла от 12 до 14 тысяч бойцов при 36 орудиях, 150 пулемётах, двух аэропланах.

## Самостоятельные действия после окончания советско-польской войны

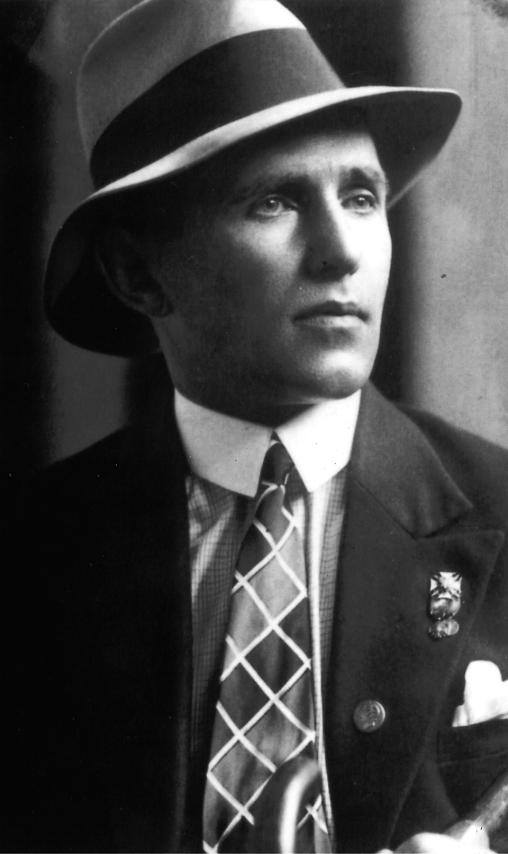
С. Н. Булак-Балахович, 1922 г.

12 октября 1920 года Польша подписала договор о перемирии с Советской Россией. 28 октября 1920 года правительство РСФСР направило ноту правительству Великобритании, в которой говорилось, что после подписания перемирия с Польшей и мирных договоров с Эстонией, Латвией и Литвой «война между существующими правительствами прекратилась, но состояние войны продолжает существовать. В Белоруссии и в Западной Украине вооружённые банды, не подчиняющиеся никакому правительству, продолжают вести враждебные действия против граждан обеих советских республик. Эти вооружённые силы, под командованием Балаховича и Петлюры, снабжаются снаряжением и вооружением державами Антанты через Польшу, и поэтому эти державы являются главным образом ответственными за продолжающиеся страдания и кровопролития». Далее в ноте говорилось, что «лишь уничтожением, расформированием или сдачей вооружённых сил этих мародёров можно будет восстановить мир», и содержалось предупреждение о намерении России и Украины «положить конец их незаконным действиям».
15 октября 1920 года польский Сейм потребовал от военного командования разоружить все союзные части, принимавшие участие в войне, или потребовать от них покинуть территорию Польши до 2 ноября. Под эту категорию подходила и армия Балаховича. Посоветовавшись с Савинковым, генерал всем своим войском ударил по красным, занявшим Белоруссию. В течение двух дней войска атамана заняли район Мосейовице — Петриков. 9 ноября кавалерийская дивизия полковника Сергея Павловского разбила красных под Романовкой. Полковник Матвеев, командир «1-й дивизии смерти» занял Скрыгалов. Потом балаховцы взяли Хомички и Прудок. И, наконец, Мозырь.
В Мозыре активизировалась деятельность Белорусского политического комитета, с которым 12 октября Балахович вступил в союз. Поскольку политическое руководство уже занял комитет Савинкова, в первые дни похода БПК занимался хозяйственным делами. Запасов продовольствия армия имела на 7-8 дней, что с учётом растянутости подразделений армии было маловато, в связи с чем, представитель Булак-Балаховича И. Васильев через БПК обратился в Главное Командование Войска Польского с настоятельной просьбой о поставке запасов продовольствия на 10 дней и 1000 коней с сёдлами.
Но вскоре ситуация изменилась. 7 ноября в Турове состоялось торжественное построение войск в присутствии командующего армии, членов БПК и Б. В. Савинкова, затем состоялся молебен с молитвами за БНР и успех её оружия. Далее генерал-майор С. Н. Булак-Балахович развернул бело-красно-белый флаг и поклялся не складывать оружия, пока не освободит родной край от узурпатора, после чего состоялся парад. 12 ноября в занятом Мозыре члены БПК устроили генерал-майору торжественную встречу и провозгласили себя высшим государственным органом Белоруссии. В ответ, С. Н. Булак-Балахович заявил о создании новой БНР, о роспуске правительств БССР и БНР (в Ковно). 14 ноября он провозгласил себя главнокомандующим вооружённых сил Белоруссии и приказал сформировать отдельно от НДА Белорусскую Народную Армию (в составе Крестьянской дивизии атамана Искры, отрядов «Зелёного дуба», Особого белорусского батальона 2-й пехотной дивизии).
На ниве государственного строительства активность БПК усилилась: комитет назначил гражданскую администрацию Мозырского уезда и Туровской волости, возобновил работу почтовой службы и ввёл в обращение заранее подготовленные почтовые марки. 14 ноября БПК и генерал-майор С. Н. Булак-Балахович издали совместной обращение к евреям с гарантией равных прав и призывом помочь в борьбе с большевиками. В доказательство добрых намерений, на следующий день были назначены городские органы власти Мозыря — евреям досталось большинство. Более того, идиш наравне с белорусским и польским был разрешён для использования в суде. Несмотря на заявляемую Булак-Балаховичем и Савинковым терпимость к евреям, на территории занятой НДА (или уже Белорусской армией) прошла серия погромов.
Еврейские дома подвергались грабежу, на что командование в целом закрывало глаза. Еврейские погромы прошли в Турове, Петрикове, и Мозыре. Особенно пострадали Мозырский и Речицкий уезды. По данным Евобщесткома, только в Мозырском уезде было ограблено 20 550 человек, убито свыше 300, изнасиловано более 500 женщин. Всего, по данным Народного комиссариата социального обеспечения Белоруссии, от действий отрядов Балаховича пострадало около 40 000 человек. Притом погромы осуществлялись с особой жестокостью, так по данным доктора исторических наук Э. Г. Иоффе бойцы отрядов НДА 16 июля 1921 года в местечке Ковчицы во время погрома изнасиловали женщин, а затем вспарывали им животы, топорами разбивали спинные хребты, отрезали половые органы, уши, выкалывали глаза и рассекали конечности, заставляли пить серную кислоту.
В автобиографическом романе «Конь вороной» Б. В. Савинков утверждал, что расстреливал погромщиков, но это не подтверждено.
Отношение и Савинкова, и Балаховича к еврейскому вопросу было весьма неоднозначным. Атаман Искра приводит слова генерала по поводу написания успокоительного воззвания к еврейскому населению: «Бросьте, генерал: как бил жидов, так и буду бить; Борис Викторович тоже недоволен этим воззванием, находя, что еврейское население не заслужило такой широкой автономии». Булак-Балахович целиком во многом перенял отношение польской политической элиты к евреям, которая если не отождествляла, то ассоциировала их с большевиками.
Белорусский политический комитет переформировался в правительство БНР (председатель В. А. Адамович, вице-премьер и министр иностранных дел П. П. Алексюк, министр финансов, торговли и промышленности И. Сенкевич, министр образования Р. К. Островский, военный министр полковник Беляев). Новое правительство выпустило программный манифест с обещанием земельной реформы на основе конфискации помещичьих земель и присвоило С. Н. Булак-Балаховичу желанный пост «Начальника государства» (такую позицию в Польше занимал Юзеф Пилсудский).
До 17 ноября в Мозыре организовывалась Ставка Главкома, при которой имелся польский офицер связи и заседало правительство новой БНР. 16 ноября БПК, Б. В. Савинков (от имени РПК) и С. Н. Булак-Балахович заключили соглашение, по которому форму интеграции Белоруссии и России должны определить учредительные собрания данных территорий, но Начальнику Белорусского Государства разрешало заниматься государственным строительством. Из-за этих белорусских государственных экспериментов Булак-Балахович разошёлся с братом И. Н. Балаховичем, которого произвёл в генерал-майоры и командующие НДА. Балахович 2-й выступал за сближение с Врангелем (армией Пермикина в Польше) и защиту общероссийских интересов, как и авторитетный генерал И. А. Лохвицкий. Несмотря на всё, авторитет БПК и созданного из него правительства был невысок. Часть белорусов НДА считала членов БПК предателями и шпионами. Офицеры батальона капитана Демидова Островского полка решили устранить П. П. Алексюка — вице-премьера и министра иностранных дел новой БНР. Но министр оказался проворнее и сбежал в Польшу. Однако офицеры догнали его в Ольшанах и, если бы не польский комендант, задуманное исполнилось бы.
В ноябре 1920 года северо-западнее Мозыря частям Красной Армии удалось нанести серьёзное поражение войскам Балаховича, а 5 декабря из Польши было получено радиосообщение:

«26 ноября ночью остатки армии Балаховича перешли на польскую территорию, где были немедленно разоружены поляками в присутствии представителя Советской России, специально для этого прибывшего. Савинков совершенно отказался от Балаховича».

В ночь на 18 ноября Булак-Балахович оставил Мозырь. С огромным трудом он сумел пробиться к польской границе. В Польше его войска были интернированы и разоружены. Советское правительство потребовало от правительства Пилсудского выдать генерала Булак-Балаховича, но получило категорический отказ.

## Межвоенный период
Балахович получил от Пилсудского звание генерала польской армии и лесную концессию в Беловежской Пуще, где работниками были бывшие члены его отряда.
Выпустил две книги о возможности войны с Германией: «Wojna będzie czy nie będzie» («Война, будет или не будет», 1931) и «Precz z Hitlerem czy niech żyje Hitler» («Долой Гитлера или хайль Гитлер?», 1933).
В этот период балаховцы в БССР подвергались преследованиям со стороны советских властей. За период с 1 июня по 1 сентября 1938 года было арестовано 120 бывших балаховцев.

## Убийство

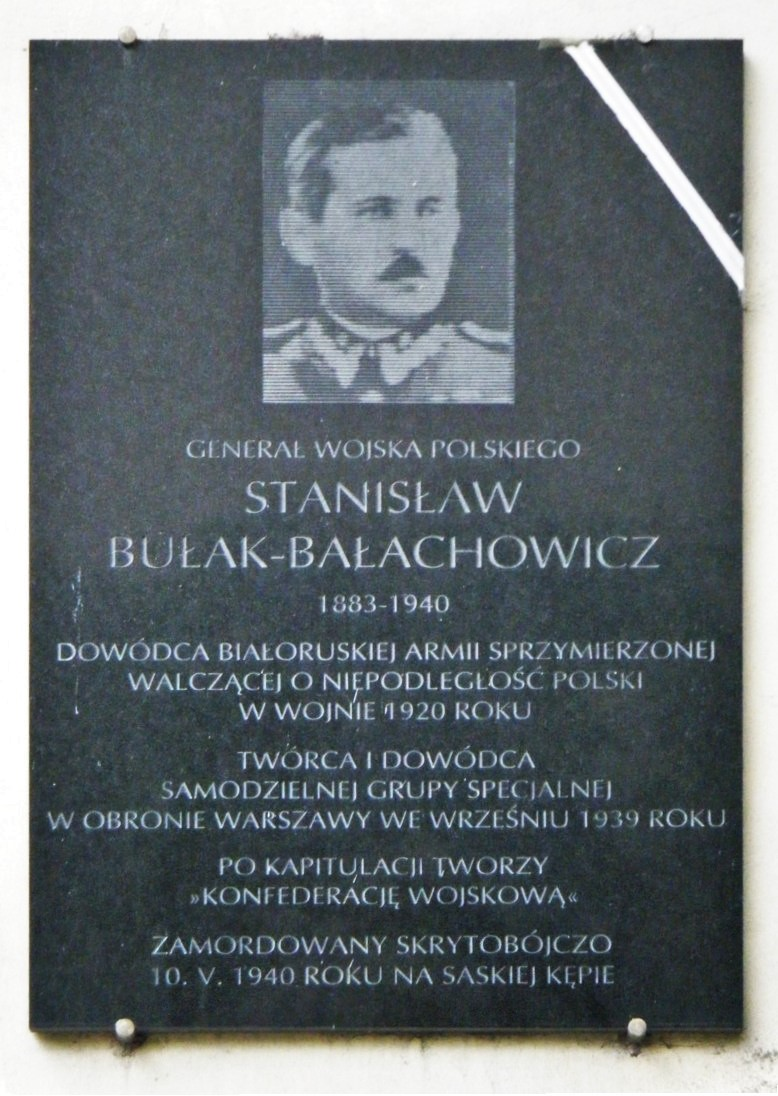
Мемориальная доска на здании православной духовной семинарии в Варшаве в память о генерале Булак-Балаховиче

После оккупации Польши Третьим Рейхом пытался организовать партизанский отряд для борьбы с нацистскими оккупантами. Был убит в Варшаве 10 мая 1940 года немецким патрулём.
На стене семинарии установлена мемориальная доска, посвящённая Станиславу Булак-Балаховичу, со следующим текстом:

Генерал Войска Польского

Станислав

Булак-Балахович

1883—1940

Командующий белорусской союзной армией, сражавшейся за независимость Польши в войне 1920 года

Создатель и командир Отдельной специальной группы, принимавшей участие в обороне Варшавы в сентябре 1939 года

После капитуляции создатель «Военной конфедерации»

Предательски убит 10 мая 1940 года в Саской Кемпе

## Семья
Булак-Балахович был женат трижды:
- В 1905 году женился на дочери местного доктора Генрике (Генриетте) Гарбель, от которой у него была дочь Елена (Альдона) и два сына — Медард (Юлиуш) и Генрик (Мартин).
- После её смерти женился на остзейской баронессе Герде фон Герхард, от которой у него было две дочери — Софья и Мария.
- Вскоре после окончания Советско-польской войны третьим браком женился на Яне (Янине) Коречко, от которой у него были дочери Данута и Барбара.

## Награды
- Георгиевский крест 4-й степени (1914)
- Георгиевская медаль 4-й степени (1915) — сам себе присвоил

## Образ в искусстве
- Пьеса Павла Арского «Атаман Булак-Балахович» (1929).
- В 1929 году киностудией «Белгоскино» создана историко-революционная эпопея «В огне рождённая[бел.]», роль Булак-Балаховича в художественном фильме исполнил актёр Борис Феодосьев.
- «Угол падения» (Ленфильм, 1970 год, режиссёр Геннадий Казанский), по одноимённому роману Всеволода Кочетова. В картине Булак-Балахович показан лишь в одном эпизоде — торжественном въезде в Псков, сопровождающимся казнями захваченных в плен красноармейцев. Роль исполняет Юрий Дедович.
- «Прикосновение» (1973, режиссёр Ростислав Горяев). Латвийский фильм, рассказывающий о Яне Фабрициусе. В картине показаны как «красный» период Балаховича, так и его переход к белым (Фабрициус был тогда его главным противником). Роль исполняет Константин Пилипенко.
- В телевизионном фильме «Мирное лето 21-го года» из цикла Государственная граница, снятом киностудией «Беларусьфильм» в 1980 году. Образ Заяца (командира отряда, совершающего из Польши нападения на советскую территорию) является собирательным. Однако в нём просматриваются многие черты личности и биографии Станислава Булак-Балаховича. Роль исполняет Юрий Дедович.